# Kalikapura, Hosanagara
Kalikapura là một làng thuộc tehsil Hosanagara, huyện Shimoga, bang Karnataka, Ấn Độ.